# Villa Presidente Frei

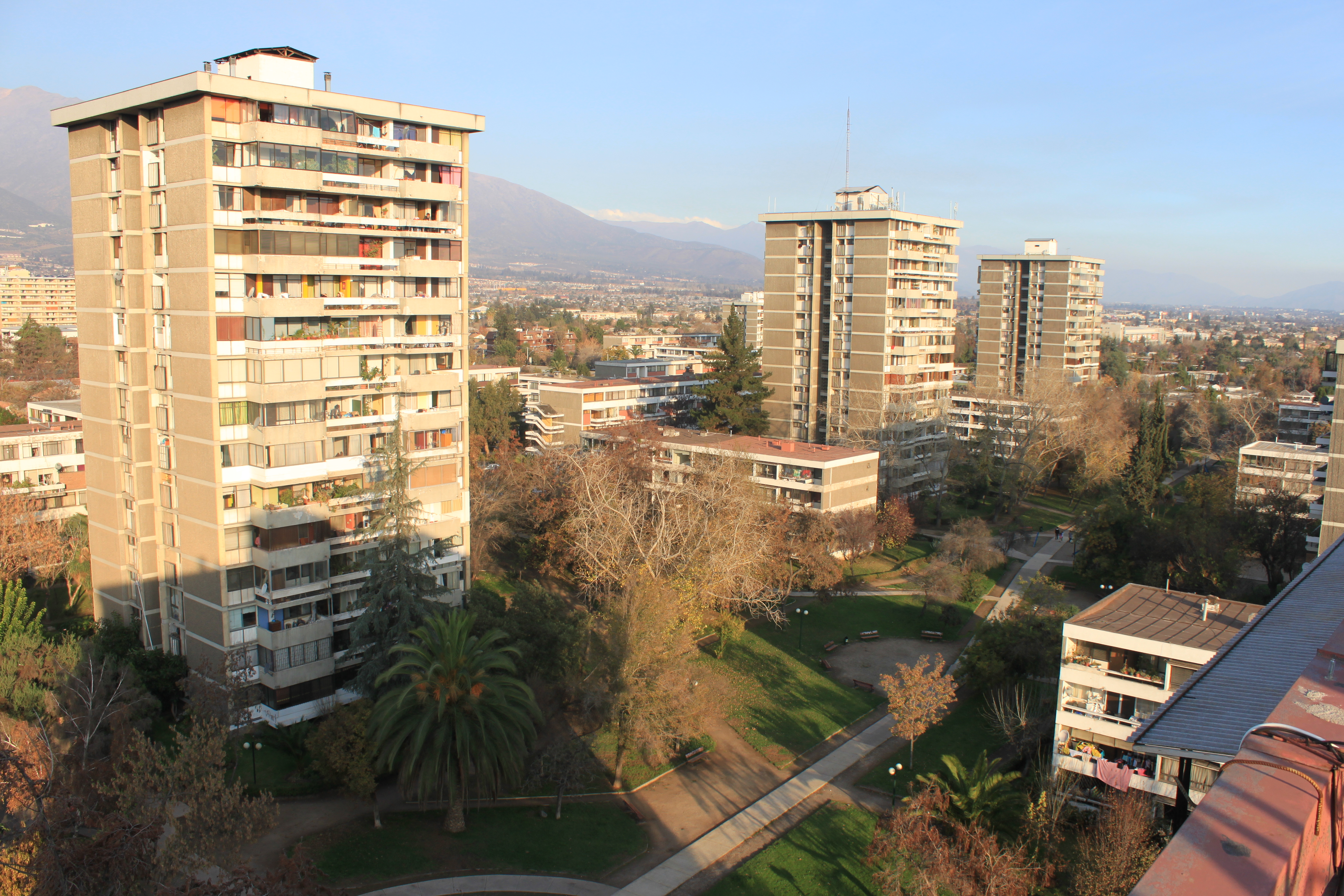
Vista aérea de algunas torres de la Villa Frei

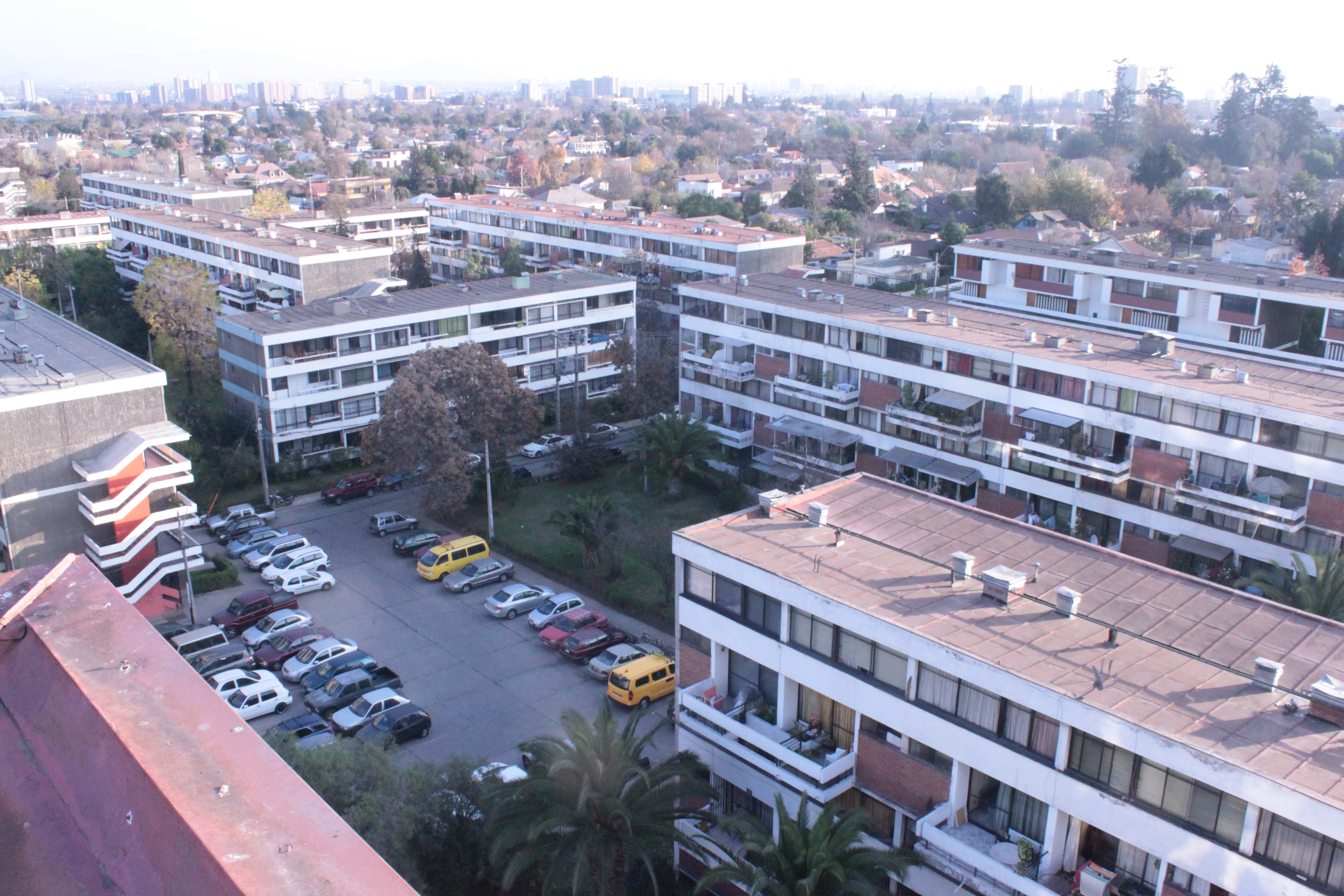
Vista aérea de conjuntos habitacionales de la Villa Frei

La Villa Presidente Frei o Villa Frei es un conjunto habitacional desarrollado entre los años 1965 y 1968 ubicado en la comuna de Ñuñoa, en Santiago de Chile. Se compone por 3699 viviendas en un terreno de 40 hectáreas, que incluyen 2 hectáreas de espacio público y áreas verdes.
El proyecto consta de tres etapas: dos de ellas con vivienda en altura y la tercera con viviendas unifamiliares. Las tres etapas están unidas por un parque/eje central que determina los espacios entre edificios donde se desarrolla la vida en comunidad.
El sector 1 del conjunto habitacional fue declarado Zona Típica por el Consejo de Monumentos Nacionales en 2015.

## Historia

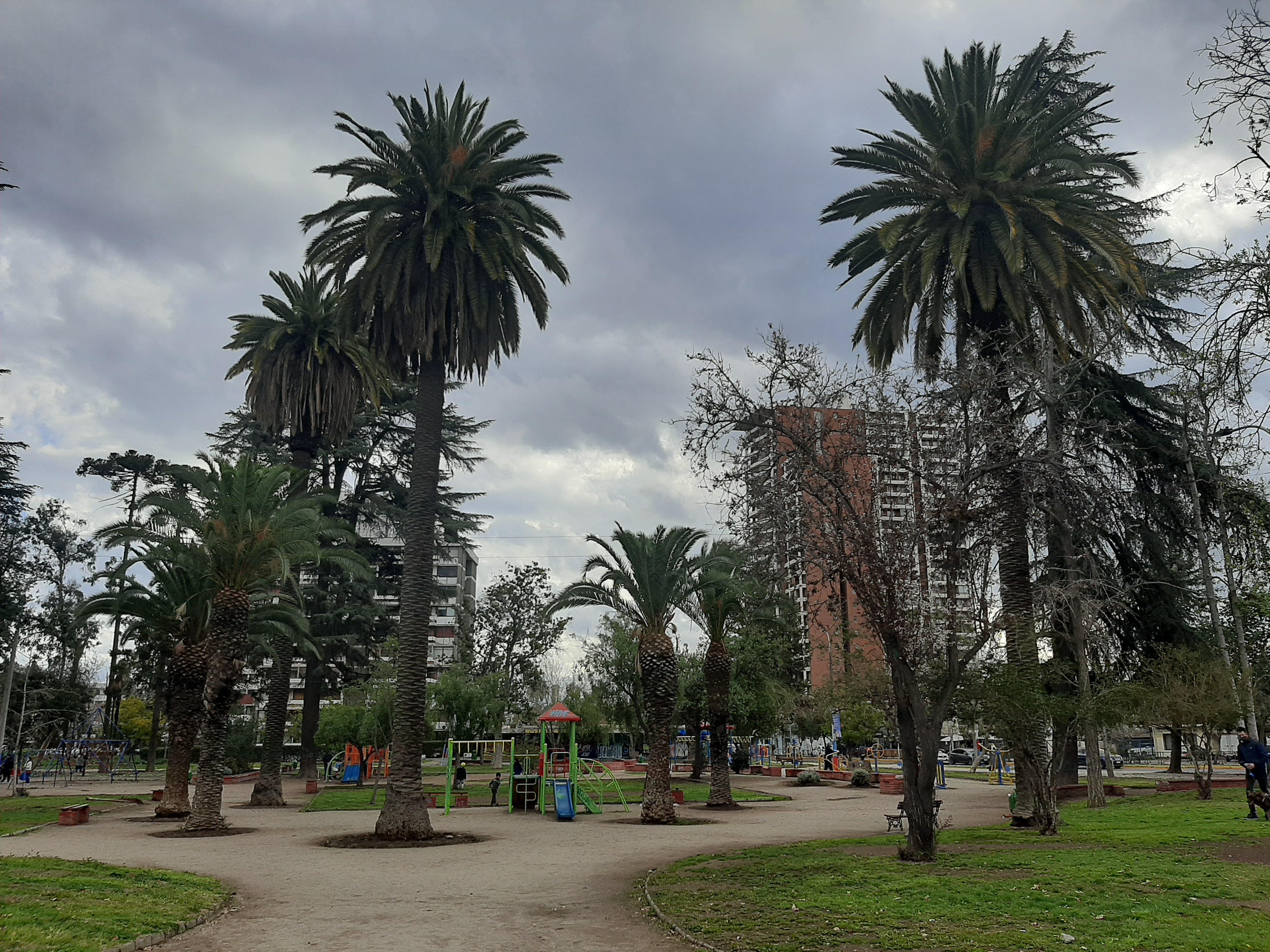
Parque Ramón Cruz en el extremo norte de la Villa Frei

El conjunto habitacional Villa Frei fue construido entre los años 1964 y 1968 por la Corporación de la Vivienda (Corvi) con fondos de la Caja de Previsión de Empleados Particulares (Empart). La Caja Empart adquirió en 1963 dos paños de la ex Chacra Valparaíso, llamando en 1964 a concurso público para el proyecto de este conjunto habitacional, el cual fue adjudicado a los arquitectos Osvaldo Larraín E., Jaime Larraín V., y Diego Balmaceda. El proyecto inicial se compuso de 1918 viviendas ubicadas en un terreno de 40 hectáreas, que incluye el parque existente de 2 hectáreas, situado en Avenida Irarrázaval con Ramón Cruz, el que fue inaugurado el 27 de junio de 1968 por el presidente Eduardo Frei Montalva.
Fue uno de los últimos proyectos construidos bajo el concepto de "Unidad Vecinal" concebidas por Clarence Perry, y tuvo como referentes el Lafayette Park en Estados Unidos, un complejo construido entre 1960 y 1963 y que representa la idea moderna de torres insertas en un parque, urbanismo y arquitectura diseñados simultáneamente.
La segunda etapa fue proyectada por los arquitectos de la CORVI y no por la oficina de arquitectos ganadores del concurso. Surge como una ampliación de la Villa por petición de la Caja de Previsión de Empleados Particulares en el año 1969.
En enero de 2019 fue inaugurada la estación Villa Frei de la Línea 3 del Metro de Santiago, ubicada en la esquina nororiente del Parque Ramón Cruz.

## Ficha técnica
- Torres, blocks y casas: 3 torres de 15 pisos, 6 torres de 10 pisos, 22 Dúplex 5 pisos, 19 Simplex 4 pisos, 388 casas.
- Total de viviendas: 1772.
- Equipamiento/servicios: locales comerciales, infraestructura deportiva y colegios municipales.
- Materialidad: hormigón armado y albañilería.
- Superficie Terreno: 378.536 m².
- Superficie total edificada: 192.428 m².
- Superficie áreas verdes: 44.474 m².
- Superficie equipamiento: 44.913 m².[6]

## Zona típica
Impulsado por la comunidad y organizaciones defensoras del patrimonio urbano y arquitectónico, en el año 2014 se dio inicio al proceso de elaboración del expediente para la declaración de Zona Típica, que buscaba consagrarlo como un caso de relevancia a nivel arquitectónico, urbano y social del país. 
Debido a su valor arquitectónico, urbano y social, el proyecto tuvo por objetivo poner en valor este conjunto a través de un estudio y análisis que revisó su validez en el tiempo. La iniciativa contempló un proceso de participación de la comunidad.
Un año más tarde conseguirían su aprobación iniciando un nuevo proceso de puesta en valor y recuperación.